# Поцелуй не для прессы
«Поцелуй не для прессы» — российский художественный фильм, дебютная режиссёрская работа Ольги Жулиной. 
Фильм был снят в конце 2002 года, но не попал в прокат, а вышел сразу на DVD лишь в 2008 году.
Главная героиня фильма — бывшая стюардесса Татьяна (в исполнении Дарьи Михайловой), муж которой (в исполнении Андрея Панина) становится крупным государственным чиновником, а затем президентом России. 
В российских и зарубежных СМИ фильм обычно называют «фильмом про Путина» в связи с тем, что отмечается множество явных параллелей между сюжетом фильма и жизнью Владимира Путина до его избрания президентом (ленинградское происхождение, женитьба на стюардессе, работа в обществе российско-германской дружбы, работа советником губернатора, постоянные опоздания и даже «совершенно случайное» совпадение фамилии главного героя с рассекреченным много позже оперативным псевдонимом прототипа и пр.). 
Тем не менее создатели фильма настаивали на том, что образ героя является собирательным и фильм не представляет собой экранизацию биографии реального президента.

## История
Оригинальная идея фильма принадлежит Павлу Романову и Анатолию Воропаеву, последний стал также соавтором сценария и генеральным продюсером (в начальных титрах фильма он назван Анатолием Ергольским). Предполагалось, что режиссёром будет Олег Фомин, однако он был погружён в работу над сериалом «Next», и в результате Фомин стал художественным руководителем, а в роли режиссёра выступила дебютантка Ольга Жулина.
Съёмки фильма начались в ноябре 2002 года и проходили в Москве, Санкт-Петербурге, Берлине и Дрездене. Некоторые сцены были сняты в Калининграде, но они не вошли в окончательную версию фильма. Фильм был снят «буквально в сериальном режиме» — за 23 дня, причём фильм снимался зимой, на 30-градусном морозе. По словам Ольги Жулиной, «хотели снять фильм о женщине, которой тяжело, потому что муж постоянно занят, дома бывает редко, а ей так хочется общения, внимания. Как непросто жить с таким человеком. В общем, про всех жен деловых людей». На главную мужскую роль претендовали Игорь Ливанов, Дмитрий Харатьян и Константин Хабенский, исполнительницей женской роли могла стать Екатерина Редникова. Бюджет был небольшим, менее 5 миллионов долларов, съёмки были профинансированы частными инвесторами (в одном из интервью исполнитель главной мужской роли Андрей Панин упомянул, что «фильм снимался на деньги тульских коммунистов, политическая какая-то акция была»).
Уже в первых репортажах о съёмках картину называли «кино о нелёгкой судьбе жены Путина» и «первым художественным фильмом о Путине». Андрей Панин охарактеризовал картину как «фильм о президенте, снятый глазами его жены», причём отметил, что он не сразу догадался, что снимается «фильм о семействе Путиных»: «Играл семейную мелодраму, совершенно непохожего персонажа, а потом догадался: „Ба, это же!..“». Впоследствии актёр рассказывал также, что ему «было предложено сыграть некоего человека, крупного политического деятеля», причём «по ходу съёмок вдруг показалось, что стало похоже на Путина». Когда же он сообщил об этом режиссёру, «та покосилась на меня с изумлением. Она даже не думала об этом». Панин при этом не пытался специально изобразить своего героя внешне похожим на Путина, и возможное сходство является скорее случайным.
В интервью 2003 года актёр Александр Белявский, сыгравший роль губернатора, заявил, что «по событиям его жизни и каким-то реалиям зритель может догадаться, что прообразом моего героя является Анатолий Собчак», в то время как детали биографии героя Андрея Панина «дают повод предполагать, что его прообразом послужил молодой Владимир Путин»: «Условно можно сказать, это фильм — с учётом художественного приёма — о молодых годах Владимира Путина».
После завершения съёмок фильм не вышел в прокат и фактически «лёг на полку» на пять лет. Задержку с выпуском фильма продюсер Анатолий Воропаев объяснил, в частности, тем, что он несколько лет занимал государственные должности (в 2002—2004 годах — заместитель губернатора, затем вице-губернатор Тульской области, в 2005—2007 годах — заместитель председателя правительства Ставропольского края) и хотел избежать «конфликта интересов».
Выход фильма на DVD состоялся 14 февраля 2008 года и был приурочен ко Дню святого Валентина. Издание на DVD продюсер объяснил желанием, «чтобы фильм дошёл до людей по всей стране, живущих там, где нет кинотеатров, а не только в городах», а дату выхода — тем, что это «фильм о любви» и диск с ним «может стать отличным подарком любимой женщине».
Перед выходом фильма на диске прошло несколько закрытых показов, на одном из которых Анатолий Воропаев признал, что «прототипами главных героев стали Владимир Путин и его супруга». Он, однако, опроверг слухи о том, что в основу сценария легли воспоминания Людмилы Путиной: «Сценарий был написан в 2001 году. Это оригинальный сценарий… Конечно же, снимая фильм о политике, о политиках, мы не могли совсем, как марсиане, о марсианских политиках разговаривать. Мы хотели, прежде всего, снять фильм о том, какими мы видим и хотим видеть политиков». Впоследствии Олег Фомин в интервью также назвал фильм «картиной про Владимира Путина и его знакомство с женой».
5 февраля 2008 года фильм демонстрировался для представителей СМИ в гостинице «Националь». Премьерный показ фильма прошёл 11 февраля в московском кинотеатре «Художественный». В начале показа два активиста Национал-большевистской партии вывесили с балкона растяжку с надписью «Путин преступник!» и раскидали антипутинские листовки, сопровождая это криками и свистом. Они, однако, были сразу задержаны сотрудниками ФСО, впоследствии им предъявили обвинение в участии в деятельности экстремистской организации, а в октябре того же года одного из задержанных нацболов осудили на год лишения свободы условно с испытательным сроком в течение двух лет. Фильм также демонстрировался в Ярославле и Екатеринбурге.
Выход фильма привлёк внимание зарубежных СМИ: заметки о фильме опубликовали, в частности, «Time» и «New York Times».

## Сюжет
Фильм начинается со сцены, в которой главная героиня, Татьяна Платова, едет по Санкт-Петербургу на машине с дочерью-старшеклассницей, обсуждая её сочинение по «Евгению Онегину», и попадает в аварию. Дочь невредима, однако у Татьяны серьёзная травма, её отвозят в больницу и готовят к операции, при этом врачи пытаются найти её мужа, который работает советником губернатора.
Параллельно в качестве флэшбеков показана история знакомства Татьяны с мужем. Татьяна, молодая стюардесса из Калининграда, во время одного из рейсов в Ленинград знакомится со скромным Александром Платовым. У них возникает роман, и на протяжении двух лет Татьяна и Александр видятся во время её прилётов в Ленинград. Татьяна узнаёт, что Александр окончил юрфак ЛГУ и работает в Обществе советско-германской дружбы, он свободно говорит по-немецки и имеет разряд по самбо. Наконец, Александр делает ей предложение. Вскоре у супругов рождается дочь. Александр получает назначение в Германию, и семья переезжает. Татьяну тяготит роль домработницы, и она устраивается работать учительницей русской литературы в школе при посольстве. Там она прививает ученикам любовь к «Евгению Онегину», которого сама знает наизусть.
Платов приезжает в больницу, где Татьяне сделали операцию. Выясняется, что в тот же день была взорвана машина, в которой должен был ехать Платов. Губернатор рекомендует ему использовать охрану, чтобы обезопасить себя и свою семью, однако Платов отказывается от этой идеи.
После операции Татьяна долго не может начать ходить, и только настойчивость и забота её родных и врача вновь возвращают её к полноценной жизни. Визит на дачу к Платовым их давних друзей Вадима и Нины омрачается тем, что дачу кто-то поджигает. Платову и Вадиму, однако, удаётся спасти из огня оставшихся дома дочерей и тёщу Платова.
Платова назначают на руководящую должность в Москву, куда он и переезжает с семьёй. Татьяна и дочери почти не видят его, поскольку с работы он возвращается не раньше полуночи. Платов, однако, соглашается взять с собой Татьяну в поездку в Чечню, где идёт война. Там он посещает войсковые части, и в одном из лейтенантов Татьяна узнаёт своего ученика Алёшу. Оказывается, Алёша выучил наизусть «Евгения Онегина» и пристрастил к поэме своих сослуживцев. Из-за этой встречи Платов и Татьяна задерживаются, что позволяет им избежать гибели: на пути их следования непосредственно перед ними происходит нападение боевиков на военный караван.
Вскоре Платов становится президентом; жене он говорит, что сам не знает, «хочет ли он всего этого», но «жизнь так складывается». В Берлине готовится большая пресс-конференция Платова, однако он опаздывает на неё, и Татьяна сама начинает отвечать на вопросы журналистов о внешнем долге России, коррупции и свободе слова. Её ответы вызывают бурную овацию; появившийся, наконец, в дверях зала Платов присоединяется к аплодисментам, а потом целует жену на глазах у собравшихся (произнося слова, ставшие названием фильма).
В финальной сцене фильма семья Платовых показана на пикнике в поле. «Наконец-то мы одни!» — говорит Татьяна. Камера отъезжает, и оказывается, что на некотором отдалении сидящих вчетвером у костра супругов с дочерьми окружает плотное кольцо охраны.

## В ролях
| Актёр                 | Роль                           |
| --------------------- | ------------------------------ |
| Андрей Панин          | Александр Александрович Платов |
| Дарья Михайлова       | Татьяна Михайловна Платова     |
| Алиса Богарт          | Нина                           |
| Игорь Лагутин         | Вадим                          |
| Раиса Рязанова        | мама Татьяны                   |
| Александр Белявский   | губернатор                     |
| Лиза Каменева         | Аня                            |
| Ирина Романова        | Даша                           |
| Олег Цветанович       | Анатолий Гаврилович (врач)     |
| Игорь Юраш            | врач                           |
| Вера Майорова-Земская | женщина с яблоками             |
| Александр Лойе        | Алёша Успенский                |
| Евгений Батов         | 1-й генерал                    |
| Владимир Виноградов   | 2-й генерал                    |
| Анна Гуляренко        | Наташа                         |
| Анатолий Гузенко      | директор школы                 |
| Екатерина Конисевич   | Ирочка (медсестра)             |
| Александр Андриенко   | помощник Платова               |
| Николай Малаев        | модельер                       |
| Юрий Акулинин         | Слава Якушев                   |

## Съёмочная группа
- Режиссёр: Ольга Жулина
- Сценаристы: Анатолий Воропаев, Елена Исаева
- Оператор: Василий Сикачинский
- Композитор: Луиджи Тонэт
- Художник: Игорь Миронов
- Генеральный продюсер: Анатолий Воропаев
- Исполнительный продюсер: Антон Литвиненко
- Производство: «Продюсерская компания Анатолия Воропаева»

## Критика
Фильм был прохладно принят критиками, которые в основном недоумевали по поводу того, почему положенный на полку фильм был извлечён на свет именно перед президентскими выборами 2008 года, к тому же накануне большой пресс-конференции Путина.
Светлана Степнова назвала фильм «типичной женской сказкой» и «типичной женской историей о жизни нашей соотечественницы в конце ХХ — начале XXI веков», которая «наверняка очень понравится любительницам сериалов и женских романов в мягких обложках, но оставит равнодушным всех остальных зрителей». Она отметила, что фильм «не стал шедевром киноискусства», однако действие в нём развивается динамично и нигде «не скатывается в сопливую сентиментальность», фильм «старательно воспроизводит уже полузабытые детали советского быта» и отличается «интересными актёрскими работами». По мнению Юлии Якушевой, главным героем фильма является «не президент, а его любящая и всё понимающая жена»: «её глазами зритель видит киношного Путина, который предстает перед нами в образе мягкого, любящего мужа и заботливого отца двух дочерей». При этом, несмотря на близость продюсера фильма к политическим кругам, «создатели картины не представили свою версию действия внутренних механизмов современной российской политики, ограничившись лишь фактами из политической жизни героя, легко вписанными в историю одной семьи».
Критик отметила также в качестве упущения то обстоятельство, что фамилия главного героя совпадает с фамилией бывшего губернатора Тверской области, в 2005 году осужденного на пять лет за нанесение ущерба бюджету в 460 млн рублей. Правда, через 15 лет после окончания съёмок и 10 лет после выхода фильма выяснилось, что именно фамилия «Платов» была оперативным псевдонимом В. В. Путина во время его службы в нелегальной разведке.
Более пессимистичным был вывод Ольги Шервуд, по мнению которой «качество отснятого… получилось, мягко говоря, аховое», и если бы в прежние времена фильм «в верноподданнической горячке и запустили в производство, то с такими нелепицами во времени и пространстве, с таким качеством актёрской игры, со столь деревянными диалогами, с таким бессмысленным изображением и примитивным звуком, с такой нелепой музыкой, странно цитирующей Болеро Равеля, — не выпустили бы никогда». Аналогичное мнение высказала и Дарья Горячева: «фильм сделан в лучших традициях худшего российского кино: унылый саундтрек, бесцветная сериальная режиссура, напоминающая то ли о „Ментах“, то ли об „Убойной силе“, беспомощная игра и пошедший коту под хвост актёрский потенциал Панина». По мнению критика, фильм — «не госзаказ, в этом нет и доли сомнения. Это личная инициатива, способ симбиоза с властью», и его просмотр вызывает только один вопрос: «а где же лабрадор Кони?». Отмечались также такие недостатки картины, как «нежелание режиссёра „омолодить“ своих персонажей, что вынуждает немолодых уже людей корчить из себя 25-летних»
Рецензент «Time» обозначил фильм как «большой, слюнявый и глупый чмок в адрес российского президента и россиян, вдохновленных его величественным видением Родины». Британская «Telegraph» отметила, что хотя имя Путина прямо не названо в фильме, сомнений о том, кто имеется в виду, не остаётся, и в целом картина направлена на то, чтобы «показать россиянам почитаемого ими президента во взаимоотношениях с женой Людмилой и любящими дочерьми, а также в спальне».
Роль губернатора, начальника Платова, стала последней в кинокарьере Александра Белявского, который не снимался после инсульта в конце 2003 года.
На официальном постере фильма Платов с супругой изображены со спины, причём Платов похож в большей степени на Путина, чем на Панина. Это плакат стал объектом множества фотожаб.